# Adrama selecta
Adrama selecta är en tvåvingeart som beskrevs av Walker 1859. Adrama selecta ingår i släktet Adrama och familjen borrflugor. Inga underarter finns listade i Catalogue of Life.